# Ellsworth (Iowa)
Ellsworth é uma cidade localizada no estado americano de Iowa, no Condado de Hamilton.

## Demografia
Segundo o censo americano de 2000, a sua população era de 531 habitantes.
Em 2006, foi estimada uma população de 541, um aumento de 10 (1.9%).

## Geografia
De acordo com o United States Census Bureau tem uma área de
2,3 km², dos quais 2,3 km² cobertos por terra e 0,0 km² cobertos por água.

## Localidades na vizinhança
O diagrama seguinte representa as localidades num raio de 16 km ao redor de Ellsworth.